# 尾點角莖鱂
尾點角莖鱂，為輻鰭魚綱鯉齒目鯉齒亞目花鳉科的其中一種，分布於南美洲巴西里約熱內盧至烏拉圭、阿根廷的淡水流域，體長可達2.5公分，棲息在沼澤氾濫區，屬雜食性，生活習性不明，可作為觀賞魚。

## 擴展閱讀
維基物種上的相關：尾點角莖鱂